# 深澤武久
深澤 武久（ふかざわ たけひさ、1934年1月5日 - ）は最高裁判所判事、弁護士。日本弁護士連合会副会長、最高裁判所判事、学校法人中央大学理事長、小田急電鉄監査役を歴任した。旭日大綬章を受章。学校法人中央大学元理事。静岡県出身。

## 人物・経歴
金のない依頼人の面倒を見ていた弁護士である父親を見て、自身も弁護士を目指す。
1957年、中央大学法学部卒業。1961年、弁護士登録。
1993年、東京弁護士会会長、日本弁護士連合会副会長。2000年9月、最高裁判所判事に就任。2004年1月、定年退官、弁護士登録。同年6月小田急電鉄監査役。2005年11月、旭日大綬章を受章。
2014年5月、学校法人中央大学理事長に就任。
2017年5月、学校法人中央大学理事長を退任。

## 著書
- 『法廷に臨む －最高裁判事として』（信山社、2011年）

## 参考書籍
- 野村二郎「日本の裁判史を読む事典」（自由国民社）